# Салинела (Козенца)
Салинела је насеље у Италији у округу Козенца, региону Калабрија.
Према процени из 2011. у насељу је живело 49 становника. Насеље се налази на надморској висини од 606 м.